# Кривошеев, Антон Васильевич
Антон Васильевич Кривошеев (25.12.1909 - 23.12.2003) — советский военачальник, участник  Великой Отечественной войны, генерал-лейтенант (1984).

## Биография

### Начальная биография
Антон васильевич Кривошеев родился 25 декабря 1909 года в городе Зеньков Полтавской губернии.
В 1925 году окончил семь классов школы, поступил на рабфак в котором проучился до 1928 года. С 1928 по 1931 год - студент Донецкого горного института. В 1929 году вступил в ВКП(б). 
В мае 1931 года призван на воинскую службу и  направлен на учебу Орловскую бронетанковую школу им. М. В. Фрунзе, выпускавшую командиров-танкистов танков БТ-7, которую окончил в мае 1932 года. 
С мая 1932 года - командир взвода 5-й механизированной бригады, размещенной в  Белорусском военном округе. 
В 1934 году прошел обучение на Казанских курсах усовершенствования старшего и среднего технического состава мотомеханизированных войск РККА. 
В сентябре 1934 года получил повышение в должности до командира роты  5-й механизированной бригады.
С января по сентябрь 1937 г. - слушатель Московских курсов штабных командиров.
В мае 1938 года - командир батальона 9-го отдельного легкотанкового полка. Через год, в мае 1939, получил должность помощник начальника 1-й части штаба 6-й легкотанковой бригады.

### В Великую Отечественную войну
В Великую Отечественную Войну вступил в должности командира батальона тяжелых танков 204-го танкового полка 102-й танковой дивизии, принимал участие в Ельнинской операции. В сентябре 1941 года получил легкое ранение, а в январе 1942 года - тяжелое ранение.
С 17 мая 1942 г - на должности заместитель командира 29-го отдельного учебного танкового полка средних танков. С 29 января 1943 г. - командир 6-го запасного танкового полка 6-й учебной танковой бригады английских танков. 
С 3 октября 1943 г. - заместитель командира 31-й танковой бригады 29-го танкового корпуса. В составе корпуса участвовал в боях на Криворожском направлении, освобождая города Кривой Рог, Александрия, Знаменка.
За руководство бригадой в боях за взяте города Пятихатки награжден орденом Красного Знамени.
С января 1944 по июль 1945 года - слушатель Курсов усовершенствования офицерского состава. После окончания курсов находился в в резерве офицерского состава БТиМВ 3-го Белорусского фронта.
По некоторым данным участвовал в боях по взятию г. Кёнигсберг в составе 3-го отдельного учебного танкового полка.

### После войны
В июле 1945 года назначен на должность командир 92-го гвардейского танкового полка.
С 24 апреля 1948 г. - преподаватель кафедры Военной академии БТиМВ им. И. В. Сталина.
С октября 1948 по май 1949 года - командир 34-го гвардейского тяжелого танко-самоходного полка 12-й механизированной дивизии.
С  июня 1949 года - заместитель командира 29-й танковой дивизии.
С 1949 по 1951 год обучался в Высшей военной академии им. К. Е. Ворошилова.
В ноябре 1941 года назначен 10-й танковой дивизии, а 1957 году назначен командиром 17-й гвардейской механизированной дивизии, которая позже была переформирована в   17-ю гвардейскую мотострелковую дивизию.
В 1960-65 годах находился на должностях заместителя командующего в 8-й танковой армии (Прикарпатский ВО) и 6-й гвардейской танковой армии. 
В 1965 году назначен Помощником командующего войсками Киевского Военного округа по бронетанковой и автотракторной технике.
В 1967 году уволен в отставку по достижении предельного возраста нахождения на службе (Приказ МО СССР № 01762 от 06.12.1967 г.)
Умер 23 декабря 2003 г. в Киеве. 

## Награды
- Орден Красного Знамени, дважды: (14.12.1943), (14.12.1943);
- Орден Богдана Хмельницкого II степени (18.12.1956);
- Орден Отечественной войны I степени дважды: (20.02.1945), (11.03.1985);
- Орден Красной Звезды дважды: (06.05.1946), (22.02.1968);
- Медаль «За боевые заслуги» (03.1.1944);
- «За победу над Германией в ВОВ 1941-1945 гг.» (09.05.1945);
- Медаль «За взятие Кёнигсберга (09.06.1945)
- Юбилейная медаль «30 лет Советской Армии и Флота»(1948);
- Юбилейная медаль «40 лет Вооружённых Сил СССР»(1957);
- Юбилейная медаль «Двадцать лет Победы в Великой Отечественной войне 1941—1945 гг.» (1965).

## Воинские звания
- старший лейтенант (13.01.1936),
- капитан (11.1938),
- майор (10.02.1941),
- подполковник (21.02.1944),
- полковник (23.03.1949),
- генерал-майор танковых войск (Пост. СМ № 1449 от 08.08.1955),
- гененерал-лейтенант танковых войск (Пост. СМ № 342 от 07.05.1966),
- гененерал-лейтенант (Пост. СМ № 381 от 26.04.1984).